# Piptochaetium angolense
Piptochaetium angolense är en gräsart som beskrevs av Rodolfo Amando Philippi. Piptochaetium angolense ingår i släktet Piptochaetium och familjen gräs. Inga underarter finns listade i Catalogue of Life.